# Vom Feuer erleuchtet
Vom Feuer erleuchtet ist ein argentinischer Spielfilm aus dem Jahre 2005, basierend auf einem Roman von Edgardo Esteban. Zentrales Thema ist die Traumatisierung argentinischer Soldaten infolge des Falklandkrieges. Der Film erhielt mehrere Auszeichnungen, u. a. den Gran Coral 2005 und den Titel „Bester ausländischer spanischsprachiger Film“ im Jahre 2006.

## Handlung
Esteban Leguizamón erhält einen Anruf von der Lebensgefährtin seines ehemaligen Kriegskameraden Alberto Vargas. Alberto hat versucht, sich mit einer Mischung aus Tabletten und Rauschmitteln das Leben zu nehmen. Esteban fährt zur Notaufnahme, wo die Ärzte um das Leben des Freundes kämpfen. Dort lernt er Vargas Freundin kennen. Sie erzählt ihm in den folgenden Tagen, wie Vargas Leben nach seiner Entlassung aus dem Militärdienst verlaufen ist. Zunächst hatten sie eine schöne Zeit. Dann verlor Vargas seine Arbeit, wurde von Depressionen heimgesucht und auch gewalttätig, träumte vom Krieg. In Rückblenden erinnert sich Esteban an die gemeinsame Vergangenheit. Sie waren als junge Soldaten 1982 auf die Falklandinseln geschickt worden. Dort wurden sie mit Kälte, Hunger, Langeweile und Angst konfrontiert. Und sie waren der Willkür unfähiger, sadistischer Offiziere ausgesetzt. Esteban und Alberto hatten zusammen mit zwei Kameraden ein Schaf getötet, um es zu essen. Alberto wurde mit dem Kadaver von einem Vorgesetzten ertappt und einer körperlichen Strafe ausgesetzt, in deren Folge er erkrankte. Während eines Luftangriffs verweigerte Esteban seinem Vorgesetzten den Befehl, dessen Gepäck zu tragen. Stattdessen suchte er den kranken Kameraden und trug ihn ins Lazarett. In der Notaufnahme stirbt Alberto. Esteban fliegt auf die Falklandinseln und sucht seinen ehemaligen „Bunker“, ein primitives Erdloch auf. Hier hinterlässt er die Erkennungsmarke des Freundes.

## Kritik
Der Film porträtiert den Konflikt als missgemanageten, unrühmlichen Spasmus des nationalen Geistes der faschistischen Militärjunta im Jahre, bevor sie abgewählt wurde.
Stephen Holden in New York Times